# Eagle County Regional Airport
Eagle County Regional Airport, ook wel Eagle County Airport of Eagle/Vail Airport is een publieke luchthaven zo'n 6 km van het centrale zaken district van Eagle (Colorado) in de Verenigde Staten en gelegen in de Rocky Mountains. Het geldt als het gevaarlijkste vliegveld van de Verenigde Staten. De luchthaven verzorgt tevens de nabijgelegen skigebieden Vail en Beaver Creek. Vanwege de functie als skivakantie luchthaven heeft deze dan ook met name te maken met seizoensdrukte. De laatste jaren is de seizoensdrukte toegenomen en zelfs buiten de seizoenen is er een grotere vraag ontstaan naar meer vluchten, hetgeen heeft geleid tot meer vluchten en grotere vliegtuigen. (Met name de Boeing 757-200 tijdens het hoogseizoen).